# Giulio Ballio
Giulio Ballio (Roma, 4 marzo 1940) è un ingegnere italiano, è stato rettore del Politecnico di Milano dal 2002 al 2010.

## Biografia
Giulio Ballio nasce a Roma il 4 marzo 1940 da Ettore Morpurgo e Renata Manni, discendenti di due illustri famiglie ebraiche triestine. Il padre, Ettore, era figlio di Giulio Morpurgo e Regina Levi Della Vida, nipote da parte di padre dell'architetto Vittorio Morpurgo e da parte di madre del semitista Giorgio Levi Della Vida. La madre di Giulio, Renata, è invece figlia di Giorgio Manni, noto imprenditore e docente universitario triestino, direttore della Mann & Rossi, e di Bianca Weiss, sorella di Alice Weiss (la madre di don Lorenzo Milani). Negli anni delle persecuzioni razziali la famiglia (che è discendente di rabbini e cantori ma da tempo del tutto assimilata), si avvicina al cristianesimo, cambia il proprio cognome in Ballio (dalla nonna di Ettore che era l'unico membro non ebreo della famiglia), conseguendo l'arianizzazione che li mette al sicuro dalle leggi razziali fasciste. Giulio Morpurgo diventa così Giulio Ballio e il padre Ettore è uno dei pochi ufficiali di origine ebraica cui sia consentito di restare nell'esercito.
Dal 1934 la famiglia Manni possiede una tenuta a Trecento, frazione di Montespertoli, acquistata proprio dai Milani, proprietari dell'adiacente tenuta di Gigliola. E' lì che l'intera famiglia si riunisce dopo l'8 settembre 1943. Ettore è prigioniero di guerra degli inglesi e Renata e Giulio vivono con i nonni. Con loro ci sono anche i fratelli e le sorelle di Giorgio Manni. Su tutti loro incombe ora la minaccia dell'arresto e della deportazione di fronte alle più stringenti leggi razziali naziste fatte proprie dalla Repubblica Sociale Italiana. Giulio e la madre sono i primi a lasciare Trecento a fine ottobre 1943 trovando rifugio a Villa Il Colle a Monteroni d'Arbia grazie all'amicizia di Renata con Mary Gassman Randone (sorella dell'attore Vittorio Gassman); vi resteranno fino alla liberazione. Anche il resto della famiglia sopravviverà alle persecuzione grazie all'aiuto loro offerto dalla popolazione e dalle autorità locali che agevolano la loro fuga nel novembre 1943 verso rifugi più sicuri a Firenze e Roma.
Nel 1946 con il ritorno del padre Ettore dalla prigionia la famiglia può riprendere una vita normale e si stabilisce a Milano. Giulio studia al liceo classico Parini, dove consegue la maturità nel 1958. Si iscrive al Politecnico di Milano laureandosi il 21 dicembre 1963, è premiato con medaglia d'oro come miglior laureato dell'anno in Ingegneria aeronautica. Inizia la sua carriera di studio e ricerca nell'allora Istituto di Scienza delle costruzioni della Facoltà di Architettura, diretto dal prof. Leo Finzi. Ottiene nel 1970 la libera docenza in Scienza delle costruzioni e nel 1975 diviene titolare della cattedra di Scienza delle costruzioni presso la Facoltà di Ingegneria della Università di Pavia. Nel 1983 è chiamato dal Politecnico di Milano sulla cattedra di Teoria e Progetto di Costruzioni in acciaio di cui è stato titolare fino al 2010.
La posizione di docente a tempo definitivo gli permette la contemporanea carriera di ingegnere strutturista. Dal 1964 al 1966 collabora con lo studio di ingegneria dell'ing. Aldo Favini, dedicandosi per lo più al calcolo di strutture prefabbricate in cemento armato e in cemento armato precompresso; dal 1966 al 1970 lavora per lo studio Leo Finzi e Edoardo Nova Ingegneri Strutturisti iniziando ad approfondire le problematiche delle costruzioni in acciaio.
Attività al Politecnico di Milano e in altre Università
Ha tenuto insegnamenti di Scienza e di Tecnica delle Costruzioni nelle Facoltà di Architettura e Ingegneria del Politecnico di Milano, nelle Facoltà di Ingegneria delle Università di Pavia e di Genova. Presso l'Università di Pavia è stato Direttore dell'Istituto di Scienza e Tecnica delle Costruzioni per il triennio 1979-1982. 
Presso il Politecnico di Milano è stato responsabile del laboratorio prove materiali del Dipartimento di Ingegneria strutturale dal 1985 al 2002; rappresentante del Rettore nel Centro di Qualità di Ateneo dal 1992 al 1998; Consigliere di amministrazione con delega per le problematiche relative al bilancio, finanze e programmazione economica dal 1998 al 2002. 
È stato coordinatore del nucleo di valutazione dell'Università degli Studi di Bologna per il biennio 2001 – 2002.
È stato Rettore del Politecnico di Milano dal 1º ottobre 2002 al 30 novembre 2010, nominato professore emerito nel 2012. 
La attività di ricerca è documentata da circa 120 pubblicazioni, da conferenze e lezioni a corsi di perfezionamento. Dal 1963 al 1970 la sua attività scientifica è stata rivolta verso problemi di meccanica strutturale, con particolare attenzione alla stabilità di sistemi elastici soggetti a forze non conservative e alla dinamica elastoplastica. Dal 1971 le ricerche sono state per lo più indirizzate alla modellazione numerica e alla caratterizzazione sperimentale di strutture e di elementi strutturali metallici, con particolare riguardo ai loro fenomeni di instabilità, comportamento sismico e resistenza a fatica. 
Il libro Strutture in acciaio, scritto con Federico Massimo Mazzolani e pubblicato in Italia nel 1979, è stato tradotto in inglese nel 1983 - col titolo Theory and Design of Steel Structures - e in cinese nel 1988. Nel 2021 è stata pubblicata la seconda edizione italiana scritta insieme a Claudio Bernuzzi e Raffaele Landolfo.
Attività in organismi nazionali e internazionali
Nel settore delle costruzioni metalliche, è stato membro della Commissione del Consiglio Nazionale delle Ricerche per le norme sulle costruzioni in acciaio dal 1970 al 2000; ha ricoperto la carica di presidente del Collegio dei tecnici dell'acciaio (CTA) per il biennio 80/81, essendone stato consigliere dal 1975 al 1985; è stato direttore della rivista Costruzioni Metalliche dal 1º gennaio 1998 al 30 settembre 2002.
Nel settore della valutazione e del controllo di qualità è stato membro della commissione tecnica del SINAL dal 1993 al 1997, della giunta di presidenza del Servizio di taratura in Italia dal 1º novembre 1997 al 30 settembre 2002.
In Italia ha coordinato attività di ricerca nell'ambito del Consiglio universitario nazionale (CUN) del Ministero della Pubblica Istruzione da 1981 al '86 in qualità di membro del Comitato consultivo di ingegneria civile e architettura; dal 1987 al 1993 nel Gruppo Nazionale Difesa dai Terremoti (GNDT) del Consiglio Nazionale delle Ricerche, prima come coordinatore del gruppo sperimentazione, poi come responsabile della linea di ricerca Progettazione Antisismica; dal 1994 al 1996 è stato Direttore dell'Istituto Centrale per la Industrializzazione e Tecnologia Edilizia – ICITE, organo di ricerca del Consiglio Nazionale delle Ricerche.
In campo internazionale ha coordinato attività di ricerca nell'ambito della ECCS-CECM-EKS (Convenzione Europea della Costruzione Metallica) e del Joint Committee for Planning and Design of Tall Buildings, sia come membro che come presidente di commissioni tecniche; del Comitato Scientifico dell'ESDEP (European Steel Design Educational Program) e, dal 1991 al 1994, del Project Team del Comitato europeo di normazione relativo alla stesura delle Appendici all'Eurocodice n. 3 - Steel Structures.
Durante il suo mandato di Rettore è stato Presidente di Top International Managers in Engineering (T.I.M.E.) (2002 - 2005); e di Unitech International (2006 - 2008).
È stato vicepresidente di La Triennale  (2006-2015), membro dei consigli di amministrazione di Enel Spa (2005-2011), RCS Quotidiani (2007-2010), ATM Milano (2011-2014), Prelios Integra (2013-2016). È stato membro della Commissione Prefettizia per la Statica del Duomo di Milano (2008 – 2016); coordinatore (2010-2012) del Comitato scientifico della società Stretto di Messina S.p.A; presidente (2014-2018) del Comitato degli Esperti della Regione Emilia-Romagna per le attività di valutazione e monitoraggio del Programma Regionale per la Ricerca Industriale, l’Innovazione e il Trasferimento Tecnologico.
Attività professionale
Dal 1970 fino alla nomina a Rettore del Politecnico di Milano nel 2002, ha svolto attività professionale di ingegnere strutturista nell'ambito della BCV progetti s.r.l., società di servizi di ingegneria da lui fondata con Giovanni Colombo e Alberto Vintani.
La sua attività è documentata da progetti e consulenze relativi a costruzioni in cemento armato, in acciaio, in legno e in muratura; dalla continua collaborazione (1972-2000) con l'architetto Angelo Mangiarotti; dal recupero di edifici monumentali quali la Torre al Parco (oggi torre Branca) a Milano, il ponte dell'Accademia a Venezia, la torre Fraccaro a Pavia; dalla direzione dei lavori per posizionare mediante elicottero la statua del Salvatore in cima alla guglia alta 110 metri della basilica di San Gaudenzio in Novara. Ha collaborato al progetto di antenne per telecomunicazioni e di specchi per telescopi; per lo Steward Observatory dell’Università di Tucson ha condotto le verifiche strutturali  dei due specchi primari del Large Binocular Telescope installato sul Mt. Graham in Arizona
Onorificenze
Charles Massonet Award (2004) assegnata dalla ECCS-CECM-EKS (European Convention for Constructional Steelwork) come riconoscimento delle attività internazionali nel campo della Costruzione Metallica
Grande ufficiale dell’Ordine al merito della Repubblica Italiana (2005)